# Nicator vireo
El conquistador gorgiamarillo (Nicator vireo) es una especie de aves paseriformes de la familia Nicatoridae, si bien actualmente sigue en debate su estatus como incertae sedis.

## Distribución y hábitat
Se puede encontrar en Angola, Camerún, República Centroafricana, República del Congo, RDC, Guinea Ecuatorial, Gabón y Uganda. Sus hábitats naturales son los bosques subtropicales y tropicales.